# Damon Albarn
Damon Albarn, född 23 mars 1968 i Whitechapel, London, är en brittisk sångare. Han är vokalist i Blur, Gorillaz och The Good, the Bad and the Queen samt har även medverkat i Massive Attacks Saturday Come Slow.
Albarn växte upp i Leytonstone och träffade de andra medlemmarna i Blur på skolan de alla gick på. Blur bildades 1989 och deras första skiva hette Leisure, en skiva som Albarn idag inte vill kännas vid då han anser att den är undermålig. Bandet var bland de första i genren britpop och kallas idag för britpopens kungar. Blur hade släppt sex skivor när gitarristen Graham Coxon lämnade bandet 2000. 2003 släppte de kvarvarande medlemmarna bandets sjunde skiva Think Tank. Bandet splittrades efter detta, men återförenades 2009.
Albarns nya projekt var Gorillaz. Det är en animerad grupp som han startade med Jamie Hewlett som ritar alla karaktärer i bandet.
Albarn har också gjort musik inom världsmusiken och två skivor med The Good, the Bad and the Queen.

## Diskografi, solo
Studioalbum
- Everyday Robots (2014)
- The Nearer the Fountain, More Pure the Stream Flows (2021)

Livealbum
- Live at the De De De Der (2014)